# Creu de Tarroja de Segarra
La Creu de Tarroja de Segarra és una obra de Tarroja de Segarra (Segarra) inclosa a l'Inventari del Patrimoni Arquitectònic de Catalunya.

## Descripció
Aquesta creu de terme es troba en un encreuament de camins prop de l'ermita de Sant Julià.
Està formada per un graó, damunt el qual s'aixeca un sòcol d' 1'20m. aproximadament. Aquest sòcol presenta els vèrtex tallats i unes inscripcions inintel·ligibles molt curioses, que fan pensar que la pedra ha estat re-aprofitada. El fust consta de quatre cares i acaba formant part de la mateixa creu, als braços de la qual podem llegir la inscripció "SANTA MISSIÓ" i al damunt "ANY 18--".
En total l'alçada d'aquesta creu és de 3'5 m. aproximadament.